# Pleske-cinege
A Pleske-cinege (Parus × pleskei vagy Cyanistes × pleskei) a madarak osztályának verébalakúak (Passeriformes) rendjébe, a cinegefélék (Paridae) családjába és a Cyanistes nembe tartozó hibrid.

## Leírás
A Pleske-cinege a hazánkban is honos kék cinege és a Kelet-Európában és Ázsiában élő lazúrcinege hibridje, korábban önálló fajnak tekintették. Kinézete átmenetet képez a két faj között. Testtömege mint a kék cinegéé, 9-13 gramm, hossza a lazúrcinegéjével egyezik meg, 14-15 centiméteres. Színezetében a kék cinegére hasonlít ám annál sokkal halványabb.

## Elterjedése
Oroszország nyugati részén található meg, a két szülő faj elterjedési területének határán, azonban találtak elkóborolt példányokat Németországban is.